# Distrito de Senapati
Senapati es un distrito de la India en el estado de Manipur. Código ISO: IN.MA.SE.
Comprende una superficie de 3 269 km².
El centro administrativo es la ciudad de Senapati.

## Demografía
Según censo 2011 contaba con una población total de 354 972 habitantes, de los cuales 171 891 eran mujeres y 183 081 varones.